# マミ川崎
マミ川崎（マミかわさき、本名・川崎真美子（かわさきまみこ）、英 Mami Kawasaki、1931年6月30日 - ）は、日本のフラワーアーティストでありエッセイスト。日本で初のフラワーデザインスクール『マミフラワーデザインスクール』の創設者。現在、マミフラワーデザインスクール総長を務める。北海道出身。

## 人物
幼少期、住まいを現在北海道北見市の指定文化財になっているピアソン記念館で過ごし、戦後2番目の日本人留学生として渡米（1人目は犬養道子）。留学中にアルバイトした花屋でフラワーデザインに出会い感銘を受ける。1954年、ミズーリバレーカレッジを卒業。帰国後、産経新聞社で記者として働くが、フラワーデザインの技術習得のため再度渡米。1962年9月2日、東京都大田区山王にマミフラワーデザインスタジオ（以後、マミフラワーデザインスクールに改名）を創設。
フラワーデザインを通して自由と自立、豊かな心を育む情操教育を目指し国内及び海外でデモンストレーションや作品発表、展示会などを行い、フラワーデザインの啓蒙に努めている。

## 経歴
- 1950年 戦後2番目の女子留学生として渡米。
- 1954年 ミズーリヴァレー大学を卒業。帰国後、産経新聞社で記者として働く。
- 1961年 産経新聞社退社後、再渡米。カンザス市「クレストウッド・フラワー」にて技術習得に努める。
- 1962年 東京都大田区山王に、マミフラワーデザインスクールを創設。
- 1964年 再渡米。ベンツスクールオブフローラルデザイン、アメリカンフローラルアートスクール卒業。
- 1967年 第1回マミ川崎個展「花の微笑」を東京パレスサイドビルにて開催。
- 1968年 岡本太郎のデザインした「マミ会館」（東京都大田区山王）を建てる。
- 1972年 創立10周年記念「花の心とデザイン」展を髙島屋玉川店にて開催。
- 1975年 「花と心とデザイン展」を銀座第一ホテルにて開催。
- 1980年 全国講師作品展「花はいきづいている」を松屋銀座にて開催。以後、現在まで隔年で20年以上にわたり開催を続けている。
- 1982年 創立20周年記念第2回マミ川崎個展「西と東の中で」を東京セントラル美術館にて開催。
- 1983年 「ディスプレイデザイン賞’83」を受賞。
- 1989年 インターフローラ世界大会の日本代表審査員を務める。
- 1993年 JFTD全国大会にてジャパンカップの審査員を務める。
- 1999年 マミ川崎・川崎景太による2人展「いまだ見ぬ花展・西と東をこえて」を髙島屋新宿店にて開催。
- 2000年 台湾政府主催の合同結婚式会場の花をデザインする。
- 2006年 コロンビア大使館主催の「第4回フロールエバープリザーブドフラワーコンテスト」にて審査員を務める。
- 2007年 「東京国際キルトフェスティバル～布と針と糸の祭典2007～」に作品展示。
- 2012年 「マミフラワーデザイン展2012「クラシサク。」創立50周年記念－自然への感謝－」を髙島屋新宿店にて開催。
- 2015年 マミ川崎作品集成『生命の花』を講談社で出版。

## 著書・監修
- 1963年 花をデザインする[主婦と生活社]
- 1967年 フラワーデザイン[保育社]、フラワーデザイン[毎日新聞社]
- 1968年 フラワーデザイン12か月[マコー社]
- 1969年 Ikebana EverLastings[日貿出版社]、ドライフラワー[講談社]
- 1970年 フラワーカレンダー[洋販出版社]
- 1971年 造花のデザイン[保育社]
- 1972年 フラワーデザイン全書[主婦の友社]、続・フラワーデザイン[毎日新聞社]
- 1973年 ニューウェディングプラン[東洋経済新報社]
- 1975年 女のバイタリティ[三笠書房]
- 1977年 ボケーとコーサージ、インテリアの花[ひかりのくに社]、おしゃれな花入門[小学館]
- 1981年 ジョイ・オブ・ドライフラワー[講談社]
- 1982年 マミ川崎個展[マミフラワーデザインスクール]
- 1984年 インテリアの花[学習研究社]
- 1986年 暮らしにいかすフラワーデザイン[学習研究社]、花束のえほん[講談社]
- 1987年 ウエディングの花[講談社]、贈る花[学習研究社]
- 1988年 花とあそぼう[学習研究社]
- 1989年 花のインテリア[学習研究社]、フラワーデザイン花材事典[講談社]
- 1990年 野の花のインテリア[学習研究社]、もっと素敵に花がさね[廣済堂出版]
- 1991年 素敵なフラワーデザイン[講談社]
- 1992年 あした泣こう 女の自叙伝[婦人画報社]
- 1993年 今はふたたび訪れない[海竜社]
- 1995年 無限の花[講談社]
- 1999年 いまだ見ぬはな展（川崎景太共著）[マミフラワーデザインスクール]
- 2000年 山ですごす、ときめきの時[講談社]
- 2004年 花のむこうにみえたもの[中央公論新社]
- 2015年 生命の花[講談社]

1965年創刊の月刊誌『フラワーデザインライフ』にて、毎月作品を掲載。